# Michal Konopka
Michal Konopka (* 14. března 1966) je český šachista, mezinárodní mistr, úspěšný trenér mládeže a kapitán české šachové reprezentace. Michal Konopka je výborným šachovým stratégem, jeho partie mají logiku a jasně danou strukturu. Patří k velmi pracovitým šachistům, kteří mají svůj repertoár zahájení svědomitě připraven a málokdy bývá v zahájení něčím překvapen.

## Kariéra
Michal Konopka je odchovanec šachového klubu Slavoj Vyšehrad. Později působil v české extralize v oddílech Holdia Praha, ŠK Mahrla Praha, TJ Zikuda Turnov a Polabiny 2222.
Největší úspěchy:
- čtyřnásobný mistr Čech (polofinále Mistrovství České republiky)
- sdílené 1. místo na mezinárodním mistrovství Maďarska roku 1995
- 11. místo v pásmovém turnaji v Budapešti 2000

K velkým trenérským úspěchům Michala Konopky patří spolupráce s Viktorem Lázničkou.
Rovněž působil jako sekundant Davida Navary.
V roce 1994 vedl jako trenér reprezentační tým žen Slovenska na olympiádě v Moskvě.
Byl trenérem mužské reprezentace na Šachových olympiádách v Bledu 2002, v Calvii 2004, v Turíně 2006, v Drážďanech 2008 , v Chanty Mansijsku 2010 a Istanbulu 2012, a na Mistrovstvích Evropy družstev v Plovdivu 2003, v Goteborgu 2005, v Heraklionu 2007, v Novém Sadu 2009 a v Porto Carras 2011.
Jako hráč se zúčastnil v sestavě českého týmu Šachové olympiády v Elistě 1998.
Autor knihy "Magické pozice" (2012). Od roku 2013 manažer české šachové reprezentace.
V říjnu 2019 obdržel Michal Konopka od světové šachové organizace FIDE trenérskou cenu Tigrana Petrosjana.